# 相澤寿
相澤 寿（あいざわ ひさし、1986年3月8日 - ）は、日本の元男子バレーボール選手。

## 来歴
宮城県大崎市出身。友達の紹介で鹿島台小学4年（鹿島台スポーツ少年団）よりバレーボールを始める。仙台商業高校時代に千葉伸次監督のもとで才能を開花し高校日本代表に選ばれる。高校時代は春高・インターハイに出場。大学は監督と同じ日本体育大学に進学。日本体育大学時代にはインカレで優勝、MVPを獲得し、2008年、Vプレミアリーグの東レアローズ入団。
第57回（2008年）黒鷲旗選抜大会で若鷲賞（新人賞）を受賞した。
同年日本代表に初選出され、2008年ワールドリーグに出場した。
東レでは途中出場が中心だったが、試合に出ると活躍した。2012年には肩に重傷を負い現役生活が危ぶまれたが、リハビリを重ねて復活を果たした。
2016年、現役引退し社業専念。

## 球歴
- 全日本代表 - 2008年
  - ワールドリーグ - 2008年

## 受賞歴
2008年 - 第57回黒鷲旗全日本選抜大会 若鷲賞

## 所属チーム
- 仙台市立仙台商業高等学校
- 日本体育大学
- 東レアローズ（2008-2016年）